# أبو حمزة الثمالي
أَبُو حَمْزَةَ ثَابِتُ بْنُ أَبِي صَفِيَّةَ دِينَارٍ ٱلْكُوفِيُّ ٱلثُّمَالِيُّ (تُوفّيَ سنةَ 165 هـ) كُنيته ولقبه المعروف به أَبُو حَمْزَةَ ٱلثُّمَالِيُّ (بضَمّ الثاء): راوٍ، ومُفسّر شيعي، مِن أصحاب أربعة من أئمة الشيعة، وهم على الترتيب: علي بن الحسين السجاد، ومحمد الباقر، وجعفر الصادق، وموسى الكاظم. وأما نِسبة الثُّماليّ فتعود إلى أحد عشائر قبيلة الأزد العربية: ثُمَالة.

## حياته
ولد الثمالي ونشأ في مدينة الكوفة في العراق. وكانت تلك المدينة آنذاك أحد مراكز الفكر الداعي للتشيع والولاء لأهل بيت محمد (ص). أخذ علومه عن علماء الكوفة، ثم أصبح لاحقاً أحد أعلام الفقه والعلم والفكر فيها. وله من الأولاد (حمزة ونوح ومنصور) قتلوا جميعا مع زيد بن علي.

## مكانته العلمية
يعتبر الثمالي أبرز علماء الشيعة في زمانه. وقد لمع في الحديث والفقه وعلوم اللغة وغيرها. ونقل عنه ابن ماجة في كتاب الطهارة. وكان مرجعاً للشيعة في الكوفة لتمكنه من فقه أئمة أهل البيت.

## روايته للحديث
كان أبو حمزة الثمالي من رواة الأحاديث. وقد روى كثير من الأحاديث عن أئمة أهل البيت، حيث روى عن زين العابدين، موسى الكاظم. كما روى عن أبي رزين الأسدي وجابر بن عبد الله الأنصاري. وروى عنه أبو أيوب وأبو سعيد المكاري وابن رئاب وابن محبوب وابن مسكان وأبان بن عثمان وغيرهم.

## أقوال العلماء فيه
أئمة الشيعة:
- علي الرضا: أبو حمزة الثمالي في زمانه كلقمان في زمانه، وذلك أنه قدم أربعة منا، علي بن الحسين، ومحمد بن علي، وجعفر بن محمد، وبرهة من عصر موسى بن جعفر، ويونس بن عبد الرحمان كذلك هو سلمان في زمانه.[5]

علماء أهل السنة والجماعة:
- أبو أحمد بن عدي الجرجاني: ضعفه بين على رواياته، وهو إلى الضعف أقرب
- أبو بشر الدولابي: ضعيف
- أبو حاتم الرازي: لين الحديث، يكتب حديثه، ولا يحتج به
- أبو حاتم بن حبان البستي: كان كثير الوهم في الأخبار حتى خرج عن حد الاحتجاج به إذا انفرد، مع غلوه في تشيعه.
- أبو زرعة الرازي: لين
- أبو عيسى الترمذي: نقل عن البخاري، أنه قال: مقارب الحديث ليس له كبير حديث
- أحمد بن حنبل: ضعيف الحديث، ليس بشيء
- أحمد بن شعيب النسائي: ليس بالقوي ومرة: ليس بثقة
- أحمد بن علي السليماني: عده في قوم من الرافضة
- إبراهيم بن يعقوب الجوزجاني: واهي الحديث
- ابن حجر العسقلاني: ضعيف رافضي
- ابن عبد البر الأندلسي: ليس بالمتين عندهم في حديثه لين
- الدارقطني: متروك، ومرة: ضعيف
- الذهبي: ضعفوه
- حفص بن غياث النخعي: تركه
- عمرو بن علي الفلاس: ليس بثقة
- محمد بن المثنى: ما سمعت يحيى بن سعيد القطان يحدث عن أبي حمزة الثمالي شيئا قط وما سمعت عبد الرحمن بن مهدي يحدث عنه شيئا قط
- محمد بن سعد كاتب الواقدي: ضعيف
- يحيى بن معين: ليس بشيء، وقال مرة: ضعيف
- يزيد بن هارون الأيلي: كان يؤمن بالرجعة
- يعقوب بن سفيان الفسوي: ضعيف[6]

علماء الشيعة:
- النجاشي: كوفي، ثقة[7]
- الشيخ الصدوق «وهو ثقة عدل قد لقى أربعة من الأئمة»[8]
- العلامة الحلي: «و كان ثقة، وكان عربيا أزديا»[9]
- محمد بن عمر الجعابي: «كان من خيار أصحابنا وثقاتهم ومعتمديهم في الرواية والحديث»[7]
- الطوسي: «يكنى أبا حمزة الثمالي، وكنية دينار أبو صفية، ثقة له كتاب» [10]
- الكشي: نقل رواية في مدحه
- النراقي: «ثقة، كان كلقمان في زمانه»[11]
- المجلسي: «ثقة»[12]
- ابن شهر آشوب: «من خواص أصحاب الصادق»[13]
- أبو علي الحائري: “الذي ينبغي ان يقال إنه لا خلاف بين الطائفة في عدالته.[14]
- الخوئي: نقل روايات المدح وأعترض على روايات الذم[15]
- عباس القمي: الثقة الجليل، أبو حمزة الثمالي ثابت بن دينار، صاحب الدعاء المعروف في أسحار شهر رمضان، كان من زُهَّاد أهل الكوفة ومشايخها، وكان عربياً أزديّاً.[16]
- محمد هادي عرفة: «كان معظماً عند أئمة أهل البيت السماع منهم (عليهم السلام)»[17]
- حسن الصدر: شيخ الشيعة في الكوفة، والمسموع قوله فيهم.[18]
- مصطفى بن الحسين التفرشي: كوفي، ثقة[19]
- محسن الأمين العاملي: نقل روايات المدح[20]
- باقر شريف القرشي: «من أعلام التقوى والصلاح» [21]

## مؤلفاته
- النوادر.
- الزهد.
- تفسير القرآن. تفسيرٌ معروف باسمه تفسير أبي حمزة الثمالي.[21]

## وفاته
كانت وفاة أبو حمزة الثمالي سنة 150 هـ.